# Tatarbunary (huyện)
Huyện Tatarbunary (tiếng Ukraina: Татарбунарський район, chuyển tự: Tatarbunarys’kyi raion) là một huyện của tỉnh Odessa thuộc Ukraina. Huyện Tatarbunary có diện tích 1748 km², dân số theo điều tra dân số ngày 5 tháng 12 năm 2001 là 41573 người với mật độ 24 người/km2. Trung tâm huyện nằm ở Tatarbunary.